# اليمانية (مجموعة قبلية)
اليمانية كان اتحادًا قبليًا عربيًا، نشأ في جنوب شبه الجزيرة العربية، وكان معروفًا بمنافسته التي استمرت قرونًا مع القيسيَّة، وهو اتحاد قبلي عربي آخر. وفي أواخر القرن التاسع عشر، دارت معارك في فلسطين بين مجموعتين قيسية ويمانية.
لقد دعم اليمانيون الأمويين، وكان ذلك جزءًا لا يتجزأ من وصولهم إلى السلطة في الحرب الأهلية الإسلامية الأولى (فتنة مقتل عثمان) من عام 656 إلى عام 661، واستعادة سلطتهم في الحرب الأهلية الإسلامية الثانية (فتنة تولي يزيد بن معاوية الخلافة)، وتحديدًا حوالي عام 683 إلى عام 692.
في العصر الأموي، استقرت قبائل اليمانية في الغالب في جنوب الشام، في السهوب المحيطة بحمص وتدمر وفلسطين، بينما استقر القيسية في شمال سوريا، في جند قنسرين والجزيرة والمناطق الحدودية البيزنطية. وكان هناك فرق آخر بين الاتحادات وهو أن بعض القبائل اليمانية مثل بني كلب، والتنوخيين ، والجذاميين، والطيئيين كانت موجودة في بلاد الشام قبل الفتح الإسلامي بقرون، في حين وصلت معظم قبائل القيسي بعد ذلك. واستوطنت بعد الفتح الإسلامي قبائل يمانية أخرى مثل مذحج وكندة وحمير.

## القبائل اليمانية
- أزد[3]
- بنو كلب[3]
- جذام[5]
- غسان[3]
- كندة[3]
- لخم[3]
- مذحج
- قضاعة
- خزاعة
- عاملة
- حمير

## معارك بارزة
- معركة مرج راهط (684)

## طالع أيضًا
- قيس
- التنافس بين قيس واليمن
- الحرب القيسية واليمانية (793-796) [الإنجليزية]